# Borgundfjorden
Borgundfjorden er en fjord som ligger syd for Ålesund i Møre og Romsdal fylke i Norge, mellem Nørvøya i Ålesund i nord og øen Sula i syd. Fjorden går  fra Slinningen i Ålesund og ind til Hatlaneset i samme kommune i øst.
Langevåg, kommunecentret i Sula, ligger på sydsiden af fjorden. Borgundfjorden har en største dybde på 128 meter. Fjorden er en fortsættelse af Heissafjorden i vest, og fortsætter østover som Åsefjorden. Lokalt regnes hele fjorden fra Heissa til inderst i Spjelkavika som Borgundfjorden.
Fjorden er kendt for Borgundfjordfisket, et rigt torskefiskeri som oftest finder sted sidst på vinteren.